# Martian Gothic: Unification
Martian Gothic: Unification è un videogioco sviluppato da Creative Reality e pubblicato nel 2000 da TalonSoft per Microsoft Windows. Convertito l'anno successivo per PlayStation da Coyote Developments e distribuito da Take Two Interactive, il videogioco è sceneggiato dall'autore di fantascienza Stephen Marley. Lo scrittore ha partecipato al doppiaggio del gioco sotto lo pseudonimo di Michael McGann.

## Trama
Il videogioco è ambientato nel 2019 all'interno della colonia spaziale Vita-01 su Marte. Dopo un silenzio radio di dieci mesi, viene inviata dalla Terra una squadra di ricerca per indagare, composta dal veterano Martin Karne, il genio dell'informatica Kenzo Uji e la scienziata Diane Matlock. L'ultimo messaggio trasmesso dalla base: Stay alone, stay alive. A causa di un incidente in fase di atterraggio, i tre sono costretti a separarsi ed entrare nel complesso in zone diverse. Non ci vuole molto prima che vengano in contatto con il vecchio staff, ormai non-morti che vagano per la base, mostri e attività paranormali. I nuovi arrivati dovranno combattere le insidie della base e collaborare tra di loro, senza mai incontrarsi direttamente, se vogliono sopravvivere, oltre che cercare un modo per lasciare Marte e risolvere il mistero di quale male millenario si sia risvegliato dalle profondità del Pianeta Rosso.

## Modalità di gioco
Paragonato a Resident Evil e Alone in the Dark, nel videogioco si controllano tre personaggi: Martin Karne, Kenzo Uji e Diane Matlock.
Avrete la possibilità di cambiare il personaggio in qualunque momento del gioco, facendo attenzione a lasciarli in zone sicure, lontano dagli attacchi di zombie dormienti e non. In caso uno dei personaggi venisse attaccato mentre siete in controllo di un altro, un alert apparirà a lato dello schermo, avvisandovi e permettendovi di cambiare nuovamente personaggio per trarlo in salvo.
Martian Gothic è un survival horror con la presenza di puzzle e rompicapi in cui sarà necessario lo scambio di oggetti fra i membri del vostro team mediante le stazioni di posta pneumatica, che troverete sparse in determinate aree di gioco e onnipresenti nei safe spots: munite di computer per il salvataggio dei dati di gioco.
Durante l'avventura, come suggerisce il genere, sarà necessario gestire il proprio inventario (18 slot per ciascun personaggio). Non sono presenti slot separati per armi o diari in cui contenere i documenti raccolti durante l'avventura: ogni oggetto occuperà uno spazio, fatta eccezione per le munizioni che invece si sommeranno, con la possibilità di depositare oggetti negli armadietti situati lungo i diversi corridoi della base Vita-01; alcuni richiedono un codice di accesso.
Nel gioco avrete accesso a diversi tipi di armi e munizioni:
- Pistola Piccolo.
- Pistola Dillinger.
- Diabolus (mitragliatrice).
- Sparachiodi.
- Psionara (solo per Kenzo).
- Lanciarazzi (l'unica in grado di uccidere i Trimorph).

Che saranno più o meno efficaci a seconda dei nemici che vi troverete a fronteggiare:
- Non-morti (membri dell'equipaggio).
- Estrudi (creature nate dalle appendici dei Trimorph, la variante viola può avvelenare il personaggio).
- Trimorph (creatura nata dall'unione di tre umani infetti da tre diversi tipi di batterio).

Il giocatore è libero di interpretare qualsiasi dei tre personaggi, in qualsiasi ordine mentre avanza nella storia, dopo che ogni membro del team sarà uscito dalla propria zona di arrivo nei rispettivi airlocks, risolvendo prima o dopo i diversi enigmi di gioco. In caso i tre personaggi si avvicinino troppo, a meno di 10 metri di distanza fra loro, avverrà la trasformazione in Trimorph e l'immediato game-over (sayonara).